# Liste von Werken in der Sammlung Tusculum
Dies ist eine Liste von Werken in der Sammlung Tusculum. Die Sammlung Tusculum hieß früher Tusculum-Bücherei.

## Übersicht

### A
- Aeneas Tacticus: Stadtverteidigung / Poliorketika, Hrsg. Kai Brodersen 2017
- Aesopus: Aesopische Fabeln, Hrsg. August Hausrath 1940
- Äsop: Fabeln, Hrsg. Rainer Nickel 2005
- Äsop: Leben und Fabeln Äsops, Hrsg. Niklas Holzberg 2021
- Aetheria: Reise ins Heilige Land, Hrsg. Kai Brodersen 2016
- Ailianos: Vermischte Forschung, Hrsg. Kai Brodersen 2017
- Ailianos: Tierleben, Hrsg. Kai Brodersen 2018
- Aischylos: Die Perser, Übers. Georg Lange, 3. Auflage 1944
- Aischylos: Orestie, Hrsg. Oskar Werner, 1948
- Aischylos: Tragödien, Übers. Oskar Werner, Hrsg. Bernhard Zimmermann, 7. Auflage 2011
- Alkaios: Alkaios, Hrsg. Max Treu 1950, 3. Auflage 1980
- Alkiphron: Hetärenbriefe, Hrsg. Wilhelm Plankl, 4. Auflage 1942
- Anthologia Graeca. Band 1 Buch I-VI, Hrsg. Hermann Beckby 1957, 2. Aufl. [1965]?
- Anthologia Graeca. Band 2 Buch VII-VIII 1957, 2. Aufl. [1965]?
- Anthologia Graeca. Band 3 Buch IX-XI 1958, 2. Aufl. [1965]?
- Anthologia Graeca. Band 4 Buch XII – XVI 1958, 2. Aufl. [1965]?
- Antike Astronomie, Hrsg. Heinrich Balss, 1949
- Antike Atomphysik, Hrsg. Alfred Stückelberger 1979
- Antike Briefe, Hrsg. Michel Hofmann, 1935
- Antike Kritik an der Stoa, Hrsg. Rainer Nickel 2014
- Antike Weisheit, Hrsg. Ernst Heimeran, Michel Hofmann, 4. Auflage 1939
- Apollodor: Götter- und Heldensagen / Bibliotheke, Hrsg. Paul Dräger 2005
- Appendix Vergiliana, Lateinisch-Deutsch, Hrsg. Fabian Zogg, in Zusammenarbeit mit  Kai Brodersen, Niklas Holzberg, Regina Höschele, Thomas Gärtner, Kai Rupprecht und Sabine Seelentag, 2020
- Apuleius / Musaios: Amor und Psyche / Hero und Leander, Übers. Herbert Ronge 1939
- Apuleius: Der goldene Esel, Metamorphosen, Hrsg. Edward Brandt (1882–1954), 1958
- Apuleius: Der goldene Esel, Hrsg. Wilhelm Ehlers, Edward Brandt, Erläut. Niklas Holzberg, 6. Auflage 2012
- Aratos: Phainomena, Hrsg./Übers. Manfred Erren 2009
- Arbeo: Vita et passio Sancti Haimhrammi martyris / Leben und Leiden des Hl. Emmeram, Hrsg. Bernhard Bischoff 1953
- Archilochos: Archilochos, Hrsg. Max Treu, 1959, 2. Auflage 1979
- Archilochos: Gedichte, Hrsg. Rainer Nickel, 2003
- Aristoteles: Biologische Schriften, Hrsg. Heinrich Balss 1943
- Aristoteles: Die Nikomachische Ethik, Übers. Olof Gigon, neu herausgegeben von Rainer Nickel, 2. Auflage 2007
- Aristoteles: Hermeneutik / Peri hermeneias, Hrsg. Hermann Weidemann, De Gruyter 2015
- Aristoteles/Apuleius: Über die Welt, Hrsg. Kai Brodersen, 2019
- Arrian: Der Alexanderzug, Indische Geschichte, Hrsg./Übers. Gerhard Wirth, Oskar von Hinüber, Artemis 1985
- Arrianos / Asklepiodotos: Die Kunst der Taktik, Hrsg. Kai Brodersen 2017
- Der Arzt im Altertum, Hrsg./Übers. Walter Müri, u. a. Hippokrates, Galen, Einführung Herbert Grensemann, 6. Auflage 2001
- Augustinus, Aurelius: Bekenntnisse / Confessiones, Übers. Wilhelm Thimme, Einf. Norbert Fischer, Patmos 2004
- Augustinus, Aurelius: Selbstgespräche, Gestaltung Lateinischer Text Harald Fuchs, Übers., Erläuterungen, Einführung, Anmerkungen Hanspeter Müller, 3. Auflage Artemis und Winkler 2002
- Augustus: Meine Taten, Hrsg. F. Gottanka 1944
- Augustus: Meine Taten / Res gestae divi Augusti, Hrsg./Übers. Ekkehard Weber, 7. Auflage Artemis und Winkler 2015
- Aurel, Marc: Selbstbetrachtungen, Hrsg./Übers. Rainer Nickel, 2. Auflage 2010
- Aurelius Victor, Sextus: Die römischen Kaiser / Liber de Caesaribus, Hrsg./Übers. Kirsten Groß-Albenhausen, Manfred Fuhrmann, 3. Auflage 2009
- Ausonius: Mosella / Der Briefwechsel mit Paulinus / Bissula, Hrsg./Übers. Paul Dräger 2002
- Avian, Romulus: Fabelsammlungen der Spätantike, Niklas Holzberg 2022
- Avitus von Vienne (Alcimus Ecdicius Avitus): Von den Ereignissen der geistlichen Geschichte/De Spiritalis Historiae Gestis, Hrsg. Ulrich C. J. Gebhardt, 2021

### B
- Babrios: Fabeln, Hrsg. Niklas Holzberg, 2019
- Biblia Sacra Vulgata: 5 Bände, Hrsg. Michael von Fieger, Widu-Wolfgang Ehlers, Andreas Beriger, 2018
- Boethius: Trost der Philosophie / Consolatio philosophiae, Hrsg./Übers. Ernst Gegenschatz, Olof Gigon

### C
- C. Julius Caesar: Bellum Gallicum / Der gallische Krieg, Hrsg. Otto Schönberger, 4. Auflage 2000
- C. Julius Caesar: Der Bürgerkrieg, Hrsg. Georg Dorminger
- Caesar: Bürgerkrieg / Bellum Civile, Hrsg. Otto Schönberger
- Caesar: Der Gallische Krieg / Bellum Gallicum, Hrsg. Otto Schönberger
- Carmina Priapea, Niklas Holzberg, 2021
- Cato: Vom Landbau / Fragmente, Hrsg. Otto Schönberger
- Catull: Gedichte, Hrsg. Werner Eisenhut, 11. Auflage 2000
- Catull: Gedichte, Hrsg. Niklas Holzberg
- Catullus: Sämtliche Gedichte, nach Theodor Heyse und anderen bearbeitet von Wilhelm Schöne, 1925
- Aulus Cornelius Celsus: Celsus und die antike Wissenschaft, Hrsg. Werner Albert von Golder, 2018
- Cicero, Marcus Tullius: Brutus, Hrsg. Bernhard Kytzler, 5. Auflage 2000
- Cicero, Marcus Tullius: Cato Maior de senectude, Über das Alter. Laelius de amicitia, Über die Freundschaft, Übers. Max Faltner[1], Hrsg. Rainer Nickel, Akademie Verlag 2011 (vorher in Einzelausgaben, Hrsg. Max Faltner)
- Cicero, Marcus Tullius: De finibus bonorum et malorum / Das höchste Gut und das schlimmste Übel, Übers. Alexander Kabza 1960
- Cicero, Marcus Tullius: De legibus, Paradoxa Stoicorum / Über die Gesetze, Stoische Paradoxien, Hrsg./Übers. Rainer Nickel
- Cicero, Marcus Tullius: Der Staat / De re publica, Hrsg. / Übers. Rainer Nickel
- Cicero, Marcus Tullius: Der Staat / De re publica, Hrsg. / Übers. Karl Büchner, 5. Auflage 1993
- Cicero, Marcus Tullius: Die Reden gegen Verres / In C. Verrem, Hrsg. Manfred Fuhrmann, Band 1, 1995
- Cicero, Marcus Tullius: Hortensius, Hrsg. Laila Straume-Zimmermann, Ferdinand Broemser, Olof Gigon
- Cicero, Marcus Tullius: Orator, Hrsg./Übers. Bernhard Kytzler
- Cicero, Marcus Tullius: Rhetorik in Frage und Antwort / Partitiones oratoriae, Hrsg./Übers. Karl Bayer und Gertrud Bayer
- Cicero, Marcus Tullius: Topica, Hrsg. Karl Bayer
- Cicero, Marcus Tullius: Über die Ziele des menschlichen Handelns / De finibus bonorum et malorum, Hrsg. Olof Gigon, Laila Straume-Zimmermann
- Cicero, Marcus Tullius: Vom Wesen der Götter / De natura deorum, Hrsg./Übers. Olof Gigon, Laila Straume-Zimmermann
- Cicero: An Bruder Quintus, Hrsg./Übers. Helmut Kasten 1965
- Cicero: An seine Freunde / Epistulae ad familiares, Hrsg./Übers. Helmut Kasten, 6. Auflage 2004
- Cicero: Atticus-Briefe / Epistulae ad Atticum, Hrsg./Übers. Helmut Kasten 1959
- Cicero: Die philippischen Reden / Philippica, Übers. Manfred Fuhrmann, Hrsg., überarbeitet Rainer Nickel
- Cicero: Die politischen Reden, 3 Bände, Hrsg./Übers. Manfred Fuhrmann, Band 1 1993
- Cicero: Die Prozessreden, 2 Bände, Hrsg./Übers. Manfred Fuhrmann
- Cicero: Gespräche in Tusculum / Tusculanae disputationes, mit ausführlichen Anmerkungen neu herausgegeben von Olof Gigon, Artemis und Winkler 1992, 7. Auflage 1998
- Cicero: Meisterreden, Auswahl/Übersetzung Heinz Horn, Mitarbeit von Heinz Siegert, Heimeran 1942
- Cicero: Timaeus, Hrsg./Übers. Karl Bayer und Gertrud Bayer
- Cicero: Über das Schicksal / De fato, Hrsg./Übers. Karl Bayer
- Cicero: Über das Schicksal, Hrsg./Übers. Hermann Weidemann 2019
- Cicero: Über den Redner / De Oratore, Hrsg./Übers. Theodor Nüßlein
- Cicero: Über die Auffindung des Stoffes / De inventione, Hrsg. Theodor Nüßlein
- Cicero: Über die Wahrsagung / De divinatione, Hrsg. Christoph Schäublin
- Cicero: Vom pflichtgemäßen Handeln / De officiis, Hrsg./Übers. Rainer Nickel
- Cicero: Vom rechten Handeln / De officiis, Hrsg./Übers. Karl Büchner
- Claudius Claudianus (Claudian): Politische Gedichte, Hrsg. Philipp von Weiß, Claudia Wiener 2020
- Columella: Zwölf Bücher über Landwirtschaft · Buch eines Unbekannten über Baumzüchtung, 3 Bände, Hrsg./Übers. Will Richter (Band 1 1981)
- Corpus iuris, Hrsg. Rudolf Düll 1939
- Curtius Rufus, Quintus: Geschichte Alexanders des Grossen, Hrsg./Übers. Konrad Müller, Herbert Schönfeld, 1954

### D
- Dictys, Dares: Krieg um Troja, Kai Brodersen, 2019
- Dukas: Chronographia – Byzantiner und Osmanen im Kampf um die Macht und das Überleben (1341–1462), Griechisch-Deutsch, Hrsg. Diether Roderich Reinsch, 2020

### E
- Epiktet / Teles / Musonius Rufus, Gaius: Ausgewählte Schriften, Hrsg./Übers. Rainer Nickel, 1994
- Epiktet: Anleitung zum glücklichen Leben / Encheiridion, Hrsg. Rainer Nickel, 2006
- Epikur: Wege zum Glück, Hrsg./Übers. Rainer Nickel, 3. Auflage 2011
- Euripides: Medea, Hrsg. Georg Lange o. J. [1941][2]
- Euripides: Sämtliche Tragödien und Fragmente. Band I: Alkestis • Medeia • Hippolytos, Hrsg. Gustav Adolf Seeck, Übers. Ernst Buschor, Heimeran Verlag 1972
- Euripides: Sämtliche Tragödien und Fragmente. Band II: Die Kinder des Herakles • Hekabe · Andromache, Buschor/Seeck 1972
- Euripides: Sämtliche Tragödien und Fragmente. Band III: Die bittflehenden Mütter • Der Wahnsinn des Herakles • Die Troerinnen • Elektra, Buschor/Seeck 1972
- Euripides: Sämtliche Tragödien und Fragmente. Band IV: Iphigenie im Taurerlande • Helena • Ion • Die Phönikerinnen, Buschor/Seeck 1972
- Euripides: Sämtliche Tragödien und Fragmente. Band V: Orestes • Iphigenie in Aulis • Die Mänaden, Übers. Buschor, Hrsg. Seeck 1977
- Euripides: Sämtliche Tragödien und Fragmente. Band VI: Fragmente • Der Kyklop • Rhesos, 1981, Übers. Seeck, J. J. C. Donner, W. Binder
- Euripides: Tragödien, 2 Bände, Hrsg. Bernhard Zimmermann, Übers. Dietrich Ebener, 1979, 2010
- Das Evangelium, Hrsg. Kurt Aland 1940

### F
- Fabeln der Antike, Hrsg. Harry C. Schnur, 3. Auflage 1997
- Rufius Festus: Kleine Geschichte des römischen Volkes, Lateinisch-Deutsch, Hrsg. Anja Bettenworth und Peter Schenk, 2020
- Frauenmedizin in der Antike, Hrsg. Charlotte Schubert, Ulrich Huttner 1999
- Der Froschmäusekrieg, Hrsg. Thassilo von Scheffer 1941

### G
- Goethe, Johann Wolfgang von / Schiller, Friedrich: Übertragungen antiker Dichtungen, Hrsg. Horst Rüdiger
- Griechische Gedichte, Hrsg. Horst Rüdiger, 1936, 4. Auflage 1972
- Griechische Inschriften als Zeugnisse der Kulturgeschichte, Hrsg. Matthias Steinhart 2017
- Griechische Inschriften als Zeugnisse des privaten und öffentlichen Lebens, Hrsg. Gerhard Pfohl 1966
- Griechische Kleinepik, Hrsg. Manuel Baumbach, Horst Sitta, Fabian Zogg, 2019 („Hesiod“ Schild des Herakles, „Homer“ Froschmäusekrieg, Moschos Europa, Triphiodor Eroberung Trojas, Kolluthos Raub der Helena, Musaios Hero und Leander, Theodoros Prodromos Katzmäusekrieg)
- Griechische Papyri aus Ägypten als Zeugnisse des privaten und öffentlichen Lebens, Hrsg. Joachim Hengstl 1978

### H
- Hellas. Ein Führer durch Griechenland aus antiken Quellenstücken, Hrsg. Georg von Reutern, 5. Auflage 1969
- Heraklit: Fragmente, Hrsg./Übers. Bruno Snell 1983
- Herodot: Historien, 2 Bände, Hrsg./Übers. Josef Feix, 7. Auflage 2006
- Hesiod: Theogonie / Werke und Tage, Hrsg. Albert von Schirnding, Nachwort Ernst Schmidt, 5. Auflage 2012
- Hierokles / Philagrios: Philogelos, der Lachfreund, Hrsg. Andreas Thierfelder 1968
- Hippokrates: Ausgewählte Schriften, Hrsg./Übers. Charlotte Schubert, Wolfgang Leschhorn, Patmos 2006
- Homer: Ilias, Hrsg./Übers. Hans Rupé, 16. Auflage 2013
- Homer: Odyssee (2014) Hrsg. Anton Weiher, 14. Auflage 2013
- Homerische Hymnen, Hrsg. Anton Weiher, 6. Auflage 1989
- Horatius Flaccus, Quintus: Carmina, nach Theodor Kayser[3] und Ferdinand Otto von Nordenflycht[4] herausgegeben von Franz Burger, 2. Auflage 1927
- Horatius Flaccus, Quintus: Oden und Epoden, Hrsg. Gerhard Fink 2002
- Horatius Flaccus, Quintus: Werke II, Die Satiren und Briefe des Horaz / Sermones et epistulae, übersetzt und zusammen mit Hans Färber bearbeitet von Wilhelm Schöne (zuerst 1957, mit Teil I in einem Band)
- Horatius Flaccus, Quintus: Werke I, Carmina, Oden und Epoden, nach Kayser, Nordenflycht und Burger Hrsg. von Hans Färber, 1957, 9. Auflage 1982
- Horaz: Satiren / Sermones / Briefe / Epistulae, Übers. Gerd Herrmann, Hrsg. Gerhard Fink 2000
- Horatius Flaccus, Quintus: Sämtliche Werke, Hrsg. Niklas Holzberg 2018

### J
- Julian: Briefe, Hrsg. Bertold K. Weis, 1973
- Juvenal: Satiren, Hrsg. Joachim Adamietz 1993
- Juvenal: Satiren / Saturae, Hrsg. Sven Lorenz 2017

### L
- Lateinische Fabeln des Mittelalters, Hrsg. Harry C. Schnur 1979
- Lateinische Gedichte im Urtext mit den schönsten Übertragungen deutscher Dichter, Hrsg. Horst Rüdiger 1937
- Leben und Meinungen der Sieben Weisen, Hrsg. Bruno Snell, 4. Auflage 1971
- Libanios: Briefe, Hrsg. Georgios Fatouros, Tilman Krischer 1979
- Livius: Römische Geschichte. Band 1 Buch 1–3, 4. Auflage 2007, Gesamtausgabe in 11 Bänden, Hrsg. Hans Jürgen Hillen
- Livius: Römische Geschichte. Band 10 Buch 42–44, 3. Auflage 2008
- Livius: Römische Geschichte. Band 11 Buch 45
- Livius: Römische Geschichte. Band 2 Buch 4–6
- Livius: Römische Geschichte. Band 3 Buch 7–10. Inhaltsangaben und Fragmente von Buch 11–20
- Livius: Römische Geschichte. Band 4 Buch 21–23
- Livius: Römische Geschichte. Band 5 Buch 24–26
- Livius: Römische Geschichte. Band 6 Buch 27–30
- Livius: Römische Geschichte. Band 7 Buch 31–34
- Livius: Römische Geschichte. Band 8 Buch 35–38
- Livius: Römische Geschichte. Band 9 Buch 39–41, 3. Auflage 2007
- Longos: Hirtengeschichten von Daphnis und Chloe, Hrsg./Übers. Otto Schönberger 1998
- Lucanus: Bellum civile / Der Bürgerkrieg, Hrsg./Übers. Wilhelm Ehlers 1973
- Lukian: Die Hauptwerke des Lukian, Hrsg./Übers. Karl Mras, Heimeran 1954
- Lukian: Hetärengespräche, Hrsg. Wilhelm Plankl, Heimeran 1946
- Lukian: Tod des Peregrinos, Übers. Wilhelm Nestle 1925
- Lukian: Rhetorische Schriften, Sämtliche Werke 1, Hrsg./Übers. Peter von Möllendorff, 2021
- Lukian: Philosophische Schriften, Sämtliche Werke 2, Hrsg. Peter von Möllendorff, 2022
- Lukian: Die Götter, Sämtliche Werke 3, Hrsg. Peter v. Möllendorff, 2023
- Lukrez: Von der Natur / De rerum natura, Hrsg./Übers. Hermann Diels, Einf. und Erläuterungen Ernst Günther Schmidt, Geleitwort Albert Einstein, 3. Auflage 2013
- Lykophron: Alexandra, Hrsg./Übers. Fabian Horn, 2022

### M
- Martial: Epigramme, Hrsg./Übers. Paul Barié[5] Winfried Schindler, 3. Auflage 2013
- Martial: Sinngedichte, Auswahl und zum Teil neu verdeutscht, Hrsg. Horst Rüdiger 1939
- Menander: Dyskolos, Hrsg. Max Treu 1960
- Menander: Komödien, Hrsg./Übers. Niklas Holzberg 2025
- Musaios: Hero und Leander und die weiteren antiken Zeugnisse, Hrsg. Hans Färber 1961

### N
- Nepos, Cornelius: Berühmte Männer / De viris illustribus, Hrsg./Übers. Michaela Pfeiffer, Rainer Nickel, Patmos 2006
- Nepos, Cornelius: Kurzbiographien und Fragmente, Hrsg. Hans Färber 1952
- Nikomachos von Gerasa: Einführung in die Arithmetik, Hrsg. Kai Brodersen 2021

### O
- Ovid: Briefe aus der Verbannung / Tristia. Epistulae ex Ponto, Übers. Wilhelm Willige, Hrsg. Niklas Holzberg, 5. Auflage 2011
- Ovid: Briefe der Leidenschaft / Heroides, Hrsg. Wolfgang Gerlach 1952
- Ovid: Briefe mythischer Frauen, Hrsg./Übers. Niklas Holzberg 2024
- Ovid: Fasti / Festkalender Roms, auf der Grundlage der Ausgabe von Wolfgang Gerlach Hrsg./Übers. Niklas Holzberg, 4. Auflage 2012
- Ovid: Liebesbriefe / Heroides, Hrsg./Übers. Bruno W. Häuptli
- Ovid: Liebesgedichte / Amores, Hrsg. Niklas Holzberg 1999
- Ovid: Liebeskunst, überarbeitete Neuausgabe der Übers. von Niklas Holzberg
- Ovid: Liebeskunst / Ars amatoria, nach der Übersetzung W. Hertzbergs bearbeitet von Franz Burger, 1969, 14. Auflage 1980
- Ovid: Ibis, Fragmente Ovidiana, Hrsg. Bruno W. Häuptli 1996
- Ovid: Liebesgedichte / Amores, Hrsg./Übers. Niklas Holzberg 1999
- Ovid: Metamorphosen, Hrsg. Gerhard Fink, 2004
- Ovid: Metamorphosen, Hrsg. Niklas Holzberg 2017

### P
- Palladius: Das Bauernjahr, Hrsg. Kai Brodersen 2016
- Der Papyrus von Derveni, Hrsg. Mirjam E. Kotwick basierend auf einem griechischen Text von Richard Janko 2017
- Parmenides: Die Fragmente, Hrsg./Übers. Ernst Heitsch, 2. Auflage 1991
- Parthenios: Liebesleiden, Hrsg. Wilhelm Plankl 1947
- Paulos Silentiarios / Prokop: Werke. 5 Bauten. Beschreibung der Hagia Sophia, Übers. Otto Veh, Archäolog. Kommentar W. Pülhorn 1977
- Persius: Die Satiren des Persius, Hrsg. Otto Seel, 1950, 2. Auflage 1974
- Persius: Satiren, Niklas Holzberg 2022
- Petronius: Das Gastmahl des Trimalchio, Hrsg./Übers. Carl Hoffmann 1937
- Petronius: Satiricon, Hrsg. Carl Hoffmann 1948
- Petronius: Das Gastmahl des Trimalchio, Hrsg. Carl Hoffmann 1937
- Petronius: Satyrica – Schelmenszenen, Hrsg./Übers. Konrad Müller, Wilhelm Ehlers, 1983, Bibliographie Niklas Holzberg
- Petronius: Satyrische Geschichten, Hrsg. Niklas Holzberg
- Phaedrus: Fabeln, Hrsg./Übers. Eberhard Oberg 1996
- Phaedrus: Fabeln, Hrsg. Niklas Holzberg, 2018
- Philostratos: Das Leben des Apollonios von Tyana, Hrsg. Vroni Mumprecht 1983
- Philostratos: Die Bilder, Hrsg. Otto Schönberger, nach Vorarbeiten von Ernst Kalinka 1968
- Pindar: Siegesgesänge und Fragmente, Hrsg./Übers. Oskar Werner
- Pindar: Siegeslieder, Hrsg./Übers. Dieter Bremer 1991, 2. Auflage 2003
- Planudes: Rechenbuch, Griechisch-Deutsch, Hrsg. Kai Brodersen, Christiane Brodersen, 2020
- Platon: Briefe, Hrsg. Willy Neumann, bearbeitet von Jula Kerschensteiner 1967
- Platon: Der Staat / Politeia, Übers. Rudolf Rufener (1950, Bibliothek der Alten Welt), Hrsg. Thomas A. Szlezák 2000
- Platon: Ion, Hrsg. Hellmut Flashar, 1963
- Platon: Menon, Hrsg. Theodor Ebert, 2019
- Platon: Phaidon, Hrsg. Franz Dirlmeier, 1949, 2. Auflage 1959
- Platon: Phaidros, Hrsg. Wolfgang Buchwald[6] 1964
- Platon: Protagoras / Anfänge politischer Bildung, Hrsg./Übers. Karl Bayer und Gertrud Bayer 2008
- Platon: Symposion, Hrsg./Übers. Franz Boll, Hrsg. Reinhard Herbig, 1926, 19445; neu bearbeitet von Wolfgang Buchwald: 19696, 19807, 19898
- Platon: Symposion, Übers. Rudolf Rufener (1958, Bibliothek der Alten Welt), Text Rainer Nickel, Einf. und Erläuterungen Thomas Alexander Szlezák 2002
- Plautus: Komödien, Hrsg./Übers. Alfred Klotz, 1954
- Plinius der Jüngere: Briefe / Epistularum libri decem, Hrsg./Übers. Helmut Kasten, 7. Auflage 1995
- Plinius Secundus der Ältere: Naturkunde / Naturalis historia libri XXXVII. Buch XXI/XXII Medizin und Pharmakologie: Heilmittel aus dem Pflanzenreich
- Plinius Secundus der Ältere: Naturkunde / Naturalis historia libri XXXVII. Buch V Geographie: Afrika und Asien
- Plinius Secundus der Ältere: Naturkunde / Naturalis historia libri XXXVII. Buch VI Geographie. Hrsg. v. Kai Brodersen 1996
- Plinius Secundus der Ältere: Naturkunde / Naturalis historia libri XXXVII. Buch IX Zoologie: Wassertiere
- Plinius Secundus der Ältere: Naturkunde / Naturalis historia libri XXXVII. Bücher XII/XIII Botanik: Bäume
- Plinius Secundus der Ältere: Naturkunde / Naturalis historia libri XXXVII. Buch XXVI/XXVII Medizin und Pharmakologie: Heilmittel aus dem Pflanzenreich
- Plinius Secundus der Ältere: Naturkunde / Naturalis historia libri XXXVII. Buch XXXI Medizin und Pharmakologie: Heilmittel aus dem Wasser
- Plinius Secundus der Ältere: Naturkunde / Naturalis historia libri XXXVII. Buch XIX Botanik: Gartengewächse und daraus gewonnene Medikamente
- Plinius Secundus der Ältere: Naturkunde / Naturalis historia libri XXXVII. Buch I Vorrede. Inhaltsverzeichnis des Gesamtwerkes. Fragmente – Zeugnisse, Übers. Roderich König, Gerhard Winkler, 2. Auflage 1997
- Plinius Secundus der Ältere: Naturkunde / Naturalis historia libri XXXVII. Buch XXXVI Die Steine
- Plinius Secundus der Ältere: Naturkunde / Naturalis historia libri XXXVII. Buch VIII Zoologie: Landtiere
- Plinius Secundus der Ältere: Naturkunde / Naturalis historia libri XXXVII. Buch XI Zoologie: Insekten: Vergleichende Anatomie
- Plinius Secundus der Ältere: Naturkunde / Naturalis historia libri XXXVII. Buch XXXIII Metallurgie
- Plinius Secundus der Ältere: Naturkunde / Naturalis historia libri XXXVII. Buch XXXVII Steine: Edelsteine, Gemmen, Bernstein
- Plinius Secundus der Ältere: Naturkunde / Naturalis historia libri XXXVII. Gesamtregister, erschienen 2004
- Plinius Secundus der Ältere: Naturkunde / Naturalis historia libri XXXVII. Buch VII Naturkunde: Anthropologie
- Plinius Secundus der Ältere: Naturkunde / Naturalis historia libri XXXVII. Buch XXXIV Metallurgie
- Plinius Secundus der Ältere: Naturkunde / Naturalis historia libri XXXVII. Buch XVI Botanik: Waldbäume
- Plinius Secundus der Ältere: Naturkunde / Naturalis historia libri XXXVII. Buch XXV Medizin und Pharmakologie: Heilmittel aus wild wachsenden Pflanzen
- Plinius Secundus der Ältere: Naturkunde / Naturalis historia libri XXXVII. Buch XXXV Farben. Malerei. Plastik
- Plinius Secundus der Ältere: Naturkunde / Naturalis historia libri XXXVII. Buch XXIV Medizin und Pharmakologie: Heilmittel aus wild wachsenden Pflanzen
- Plinius Secundus der Ältere: Naturkunde / Naturalis historia libri XXXVII. Buch X Zoologie: Vögel
- Plinius Secundus der Ältere: Naturkunde / Naturalis historia libri XXXVII. Buch XXVIII Medizin und Pharmakologie: Heilmittel aus dem Tierreich
- Plinius Secundus der Ältere: Naturkunde / Naturalis historia libri XXXVII. Buch II Kosmologie
- Plinius Secundus der Ältere: Naturkunde / Naturalis historia libri XXXVII. Buch XX Medizin und Pharmakologie: Heilmittel aus den Gartengewächsen
- Plinius Secundus der Ältere: Naturkunde / Naturalis historia libri XXXVII. Bücher XIV/XV Botanik: Fruchtbäume
- Plinius Secundus der Ältere: Naturkunde / Naturalis historia libri XXXVII. Buch XVII Botanik: Nutzbäume
- Plinius Secundus der Ältere: Naturkunde / Naturalis historia libri XXXVII. Bücher III/IV Geographie: Europa
- Plinius Secundus der Ältere: Naturkunde / Naturalis historia libri XXXVII. Buch XXXII Medizin und Pharmakologie: Heilmittel aus dem Wasser
- Plinius Secundus der Ältere: Naturkunde / Naturalis historia libri XXXVII. Buch XVIII Botanik: Ackerbau
- Plinius Secundus der Ältere: Naturkunde / Naturalis historia libri XXXVII. Buch XXIII Medizin und Pharmakologie: Heilmittel aus Kulturpflanzen
- Plinius Secundus der Ältere: Naturkunde / Naturalis historia libri XXXVII. Bücher XXIX/XXX Medizin und Pharmakologie: Heilmittel aus dem Tierreich
- Plinius Secundus der Ältere: Naturkunde / Naturalis historia libri XXXVII. Gesamtregister von Kai Brodersen und Karl Bayer 2004
- Plutarch: Drei religionsphilosophische Schriften, Hrsg./Übers. Herwig Görgemanns, unter Mitarbeit von Reinhard Feldmeier und Jan Assmann, 2003, 2. Auflage 2009
- Plutarch: Fünf Doppelbiographien, 2 Teile, Übers. Konrat Ziegler, Walter Wuhrmann, Auswahl Manfred Fuhrmann, Anmerkungen/-Einführung Konrat Ziegler, 2. Auflage 2001
- Plutarch: Kinderzucht, 2. Auflage 1947
- Plutarch: Über Liebe und Ehe (Auswahl aus den Moralia), Hrsg. Wilhelm Sieveking 1940
- Polyainos: Strategika, Hrsg. Kai Brodersen 2017
- Pompeianische Wandinschriften, Hrsg. Hieronymus Geist, Mitarbeit Werner Krenkel 2. Auflage 1960
- Pompejanische Wandinschriften, Hrsg. Rudolf Wachter 2019
- Theodorus Priscianus: Naturheilkunde, Lateinisch-Deutsch., Hrsg. Kai Brodersen 2020
- Prokop: Anekdota / Geheimgeschichte des Kaiserhofs von Byzanz, Hrsg./Übers. Otto Veh, Erläuterungen Mischa Meier, Hartmut Leppin 2005
- Prokop: Werke. 2 Gotenkriege, Übers. Otto Veh und Albert Veh 1966
- Prokop: Werke. 3 Perserkriege, Übers. Otto Veh 1970
- Prokop: Werke. 4 Vandalenkriege, Übers. Otto Veh 1971
- Properz / Tibull: Liebeselegien. Carmina, neu herausgegeben und übersetzt von Georg Luck 1964
- Properz: Elegien, Hrsg. Wilhelm Willige, 2. Auflage 1960
- Psellos, Michael: Leben der byzantinischen Kaiser (976–1075), Hrsg./Übers. Diether Roderich Reinsch in Zusammenarbeit mit Ljuba H. Reinsch-Werner, De Gruyter 2015
- Pseudo-Oppian: Kynegetika, Lateinisch-Deutsch, Hrsg. Stephan Renker 2020
- Publilius Syrus: Die Sprüche, Hrsg. Hermann Beckby 1969

### Q
- Quintus Serenus: Medizinischer Rat / Liber medicinalis, Hrsg. Kai Brodersen 2017

### R
- Rhetorica ad Herennium, Hrsg./Übers. Theodor Nüßlein 1994
- Römische Grabinschriften, Hrsg. Hieronymus Geist (1884–1960), betreut von Gerhard Pfohl 1969, 2. Auflage 1976

### S
- Sallust: Die Verschwörung des Catilina, Hrsg. Wilhelm Schöne, 1941
- Sallust: Werke / Opera, Hrsg./Übers. Werner Eisenhut, Josef Lindauer, 2. Auflage 1994
- Sallust: Werke und Schriften, Hrsg. Wilhelm Schöne, Mitwirkung Eisenhut, 6. Auflage 1980
- Sappho: Gedichte, Hrsg./Übers. Andreas Bagordo 2009
- Sappho: Lieder, Hrsg. Max Treu, 8. Auflage 1991
- Sappho: Sappho, Hrsg. Hans Rupé, 2. Auflage 1945
- Seneca: Apokolokyntosis / Die Verkürbissung des Kaisers Claudius, Hrsg./Übers. Gerhard Binder 1999
- Seneca: Apokolokyntosis, Hrsg. Wilhelm Schöne 1957
- Seneca: Epistulae morales ad Lucilium / Briefe an Lucilius. Band II, Hrsg./Übers. Rainer Nickel 2009
- Seneca: Epistulae morales ad Lucilium / Briefe an Lucilius. Band I, Hrsg./Übers. Gerhard Fink 2007
- Seneca: Schriften zur Ethik, Die kleinen Dialoge, Hrsg./Übers. Gerhard Fink 2008
- Sibyllinische Weissagungen, Hrsg. Alfons Kurfess 1951
- Sibyllinische Weissagungen, auf der Grundlage der Ausgabe von Alfons Kurfeß Hrsg./Übers. von Jörg-Dieter Gauger
- Simonides / Bakchylides: Gedichte, Hrsg. Oskar Werner 1969
- Solon: Dichtungen, Hrsg./Übers. Eberhard Preime 3. Auflage 1945
- Sophokles: Antigone, Übers. Ludwig Friedrich Barthel 1926
- Sophokles: Tragödien und Fragmente, Hrsg./Übers. Wilhelm Willige, Überarbeitung von Karl Bayer 1966
- Sophokles: Dramen, Hrsg./Übers. Wilhelm Willige, Überarbeitung von Karl Bayer, Einf. und Anmerkungen Bernhard Zimmermann, 5. Auflage 2003
- Statius: Silvae, Hrsg./Übers. Gottfried Kreuz 2025
- Stoa und Stoiker, 2 Bände, Hrsg./Übers. Rainer Nickel 2008
- Sueton: Die Kaiserviten. Berühmte Männer / De vita Caesarum. De viris illustribus, Hrsg./Übers. Hans Martinet 4. Auflage 2014
- Quintus Aurelius Symmachus: Amtliche Schreiben, Lateinisch-Deutsch, Hrsg. Anja Schreiber 2020

### T
- Tacitus: Tiberius, Übers. Ludwig Maenner 1923
- Tacitus: Annalen, Hrsg. Carl Hoffmann 1954
- Tacitus: Annalen, Hrsg./Übers. Erich Heller, Einf. Manfred Fuhrmann, 6. Auflage 2010
- Tacitus: Das Gespräch über die Redner / Dialogus de Oratoribus, Hrsg./Übers. Hans Volkmer, 4. Auflage 1998
- Tacitus: Die Römer in England, Hrsg. Wilhelm Sieveking, 2. Auflage 1943
- Tacitus: Germania und die wichtigsten antiken Stellen über Deutschland, Hrsg. Herbert Ronge[7], 1944
- Tacitus: Historien / Historiae, Hrsg./Übers. Joseph Borst (1886–1960), 7. Auflage 2010
- Theokrit: Gedichte, Hrsg./Übers. Bernd Effe 2014
- Theokrit: Gedichte, Hrsg. F. P. Fritz 1970
- Theophrastus: Charaktere, Hrsg. Wilhelm Plankl, 3. Auflage 1944
- Theophrastus: Wind und Wetter, Hrsg. Kai Brodersen, 2022
- Thukydides: Der Peloponnesische Krieg, Hrsg. Michael Weißenberger 2017
- Thukydides: Geschichte des Peloponnesischen Krieges, Hrsg./Übers. Georg Peter Landmann, 2 Bände 1993 (= Bibliothek der Alten Welt, 1960)
- Tibull: Elegien, Hrsg. Werner Fraustadt 1940
- Tibull: Liebeselegien / Carmina, Hrsg./Übers. Niklas Holzberg 2011
- Tibull: Tibull und sein Kreis, Hrsg. Wilhelm Willige 1966

### V
- Vergil: Aeneis, Hrsg./Übers. Niklas Holzberg, mit Essay von Markus Schauer, De Gruyter 2015
- Vergil: Aeneis, Hrsg./Übers. Gerhard Fink 2005
- Vergil: Aeneis, Hrsg. Johannes Götte[8] mit Maria Götte, Nachwort Bernhard Kytzler, Artemis 8. Auflage 1994
- Vergil: Bucolica, Georgica / Hirtengedichte, Landwirtschaft, Hrsg. Niklas Holzberg 2016
- Vergil: Landleben / Catalepton, Bucolica, Georgica, Hrsg. Johannes und Maria Götte, Vergil-Viten, Hrsg. Karl Bayer, 6. Auflage Artemis 1995
- Die Vorsokratiker, 3 Bände, Hrsg. M.(aria) Laura Gemelli Marciano, Artemis & Winkler (Patmos) 2007 [Bd. 2: 3., überarb. Aufl. 2013, Bd. 3: 2., überarb. Aufl. 2013 im Akademie Verlag]

### W
- Walthari. Ein deutsches Helden- und Liebeslied der Völkerwanderungszeit, Hrsg. Herbert Ronge 1934

### X
- Xenophanes: Die Fragmente, Hrsg. Ernst Heitsch 1983
- Xenophon: Anabasis / Der Zug der Zehntausend, Hrsg./Übers. Walter Müri
- Xenophon: Der Zug der Zehntausend / Cyri Anabasis, Hrsg. Walter Müri, bearbeitet von Bernhard Zimmermann, 2002, 4. Auflage Artemis 2010
- Xenophon: Erinnerungen an Sokrates, Hrsg. Peter Jaerisch, 4. Auflage 1987
- Xenophon: Hellenika, Hrsg./Übers. Gisela Strasburger[9], 2000, 4. Auflage 2005
- Xenophon: Kyrupädie, Hrsg. Rainer Nickel 1992
- Xenophon: Ross und Reiter (Hipparchikos, Peri hippikes), Hrsg.  Kai Brodersen 2018
- Xenophon: Kynegetikos (Buch von der Jagd) / Arrianos: Kynegetikos, Iulius Polydeukes (Pollux): Onomastikon 5 (Auszüge), Hrsg. Kai Brodersen 2018
- Xenophon: Kleine historische und ökonomische Schriften, Griechisch-Deutsch, Hrsg. Wolfgang Will, 2021

### Y
- Ysengrimus, Lateinisch-Deutsch, Hrsg. Michael Schilling, 2020

### Z
- Das Zwölftafelgesetz, Hrsg. Rudolf Düll, 7. Auflage Artemis 1995